# Burg (Gelnhausen)
Der Ortsteil Burg von Gelnhausen entstand als eigene, von der Stadt Gelnhausen unabhängige Siedlung in der Vorburg der Kaiserpfalz Gelnhausen und wurde 1897 eingemeindet.

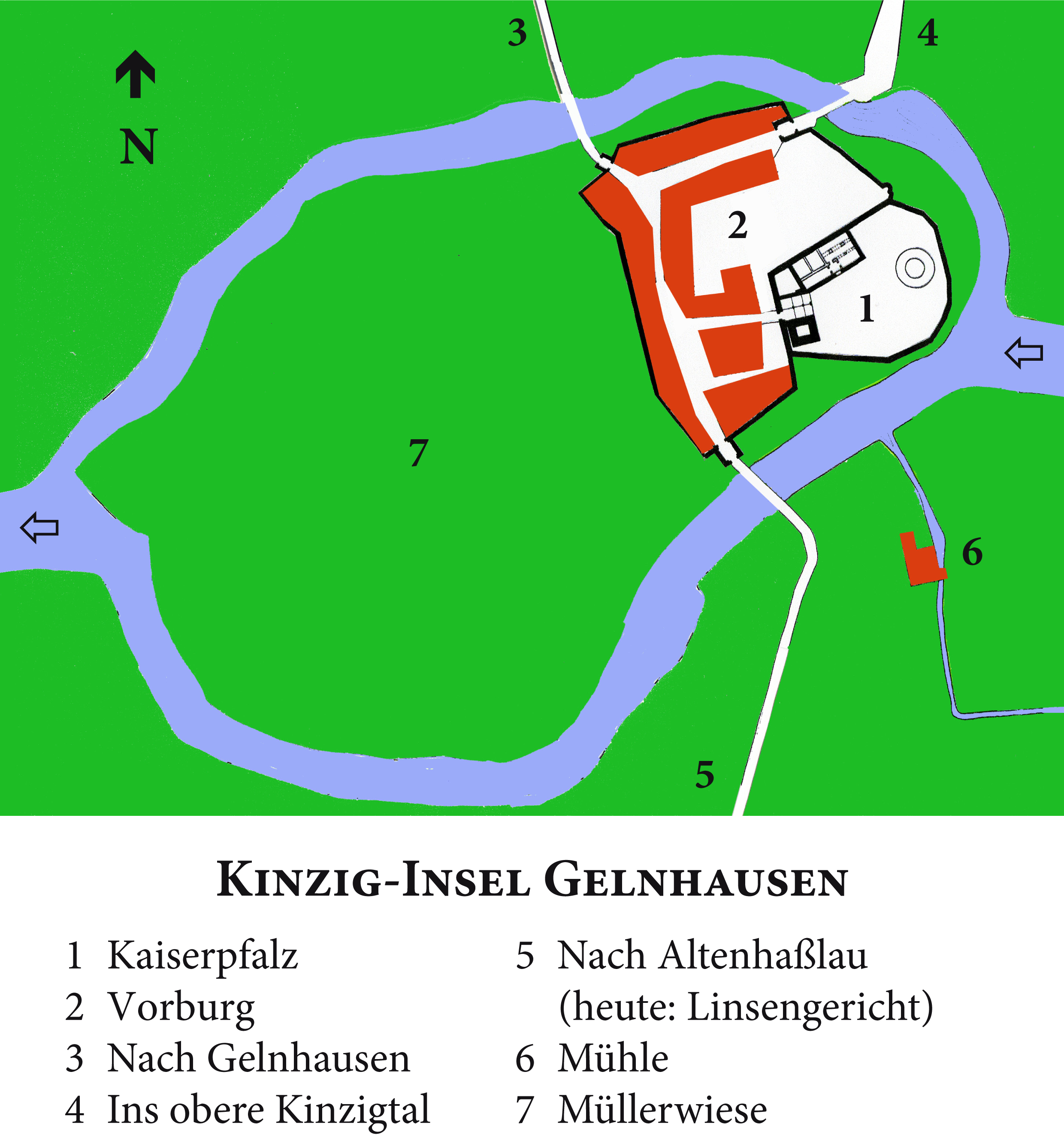
Gemeinde Burg (rot)

## Geografische Lage

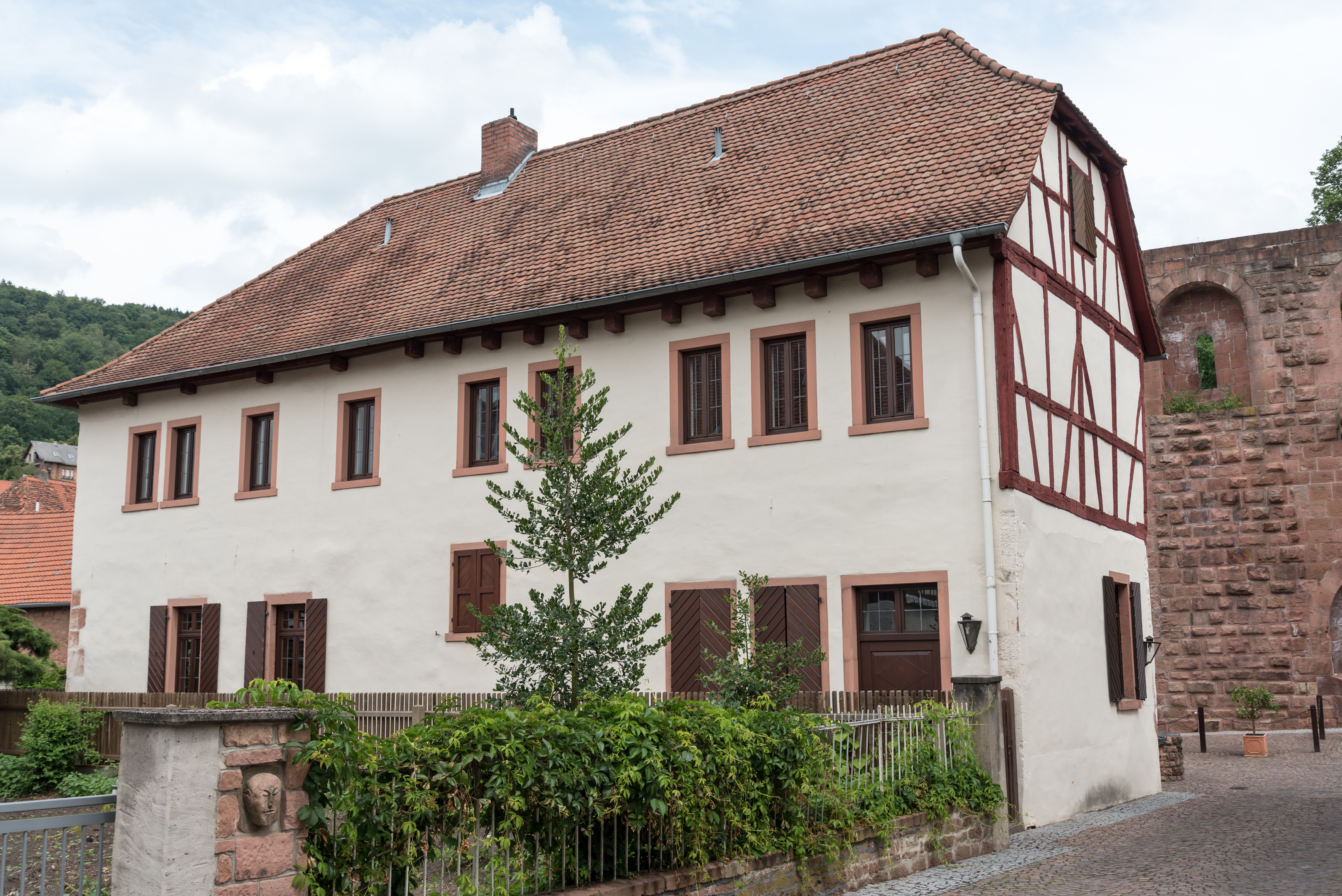
Burgmannenhaus von 1564

Burg liegt zusammen mit der Kaiserpfalz auf einer in der Kinzig künstlich angelegten Insel. Die Gemeinde war im Wesentlichen ein Straßendorf, das die heutige Burgstraße in Gelnhausen umfasste, soweit sie auf der Kinziginsel verläuft.

## Entstehung
Die Kaiserpfalz wurde durch Kaiser Friedrich I. (Barbarossa) gegründet und im Zeitraum von 1160 bis 1180 errichtet. Zur ständigen Besatzung gehörten ein Burggraf und Burgmannen, um die Burghut sicherzustellen. Diese hatten ihre Wohnsitze in der Vorburg. Daraus entwickelte sich eine Siedlung und die eigenständige Gemeinde „Burg“. Städtebaulich und rechtlich war sie von der Stadt Gelnhausen völlig unabhängig.

## Rechtlicher Status

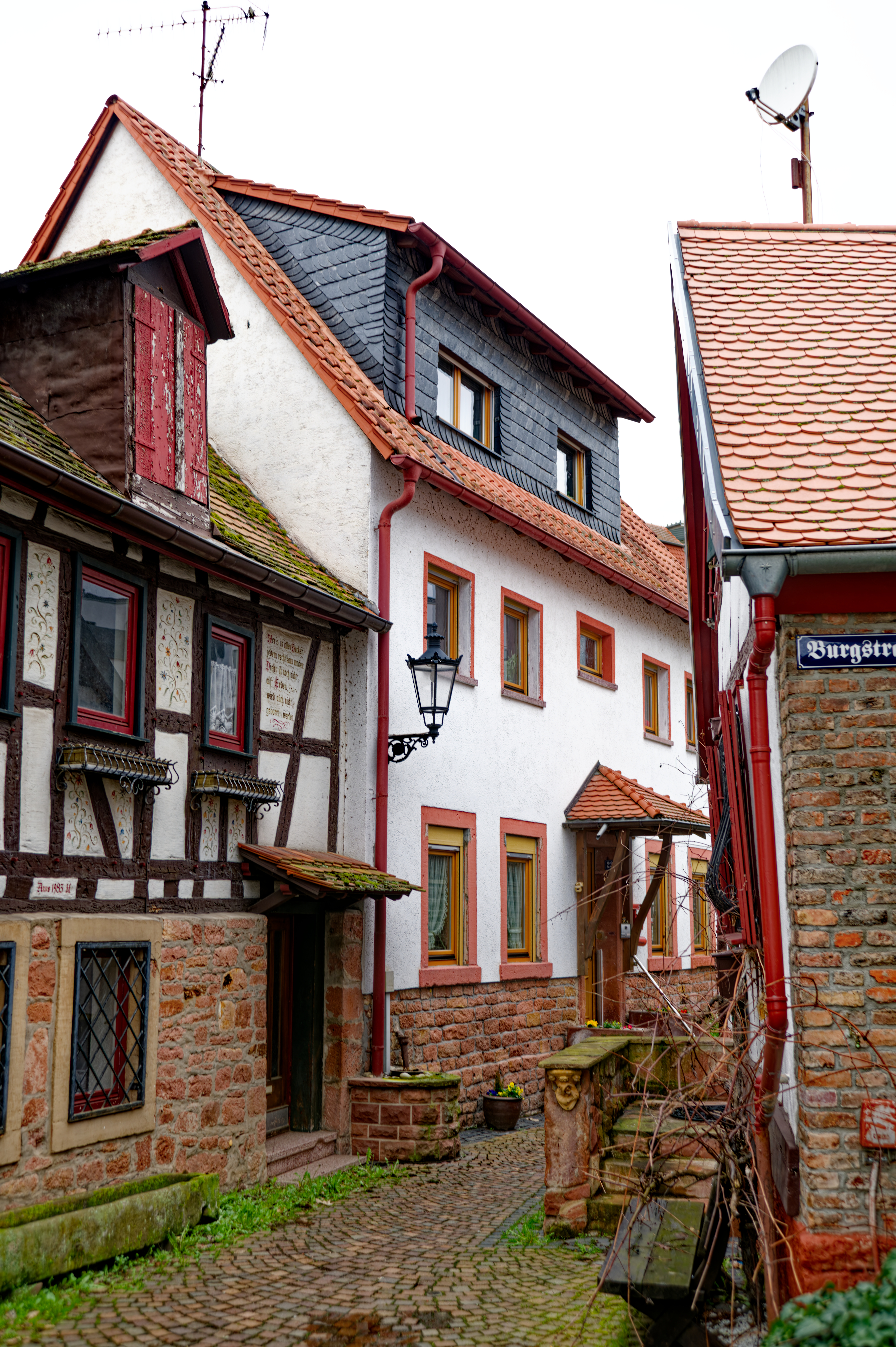
Ehemalige Synagoge von Burg

Durch die kaiserliche Gründung waren die Pfalz und ihre Siedlung reichsunmittelbar. Sie teilten allerdings das Schicksal der Reichspfandschaft mit der Stadt Gelnhausen. Das innere Recht der Burg war ein Burgfrieden, der unter dem 29. Februar 1410 durch König Ruprecht erneut erlassen wurde.
Das Amt des Burggrafen lag ursprünglich in den Händen der Herren von Büdingen. Durch Erbgang unter einer Reihe von Ganerben zersplittert, misslang am Ende des 15. Jahrhunderts der Versuch eines der Erben, Johann von Isenburg, sich als Burggraf durchzusetzen. In der Folge wurde das Amt von den Burgmannen durch Wahl besetzt und lag oft in den Händen eines Mitglieds der Familie der Forstmeister von Gelnhausen.
Der Verband der Burgmannenfamilien wurde durch Heiraten und Erbteilungen zunehmend komplexer. 1446 bestand er aus 99 Ganerben, zu denen auch Mitglieder der benachbarten Grafenhäuser (Büdingen, Hanau) gehörten. Ab dem 16. Jahrhundert verminderte sich deren Zahl durch das Aussterben einiger Familien im Mannesstamm. Mitte des 17. Jahrhunderts waren nur noch wenige Familien verblieben, die die „Regimentsburgmannen“ stellten, darunter weiter die Forstmeister von Gelnhausen, die Schelme von Bergen, die Familie von Hattstein und die Familie Gremp von Freudenstein. Deren Vertreter trafen sich zum „Burgkonvent“, wenn Entscheidungen zu treffen waren. Das Amt des Burggrafen wurde durch einen „Burgdirektor“ ersetzt. Burggraf, später Burgdirektor, und die Regimentsburgmannen hatten die Gerichtshoheit in Burg inne und stellten so die örtliche Obrigkeit dar.
In der Folge des Friedens von Lunéville erhielt die Landgrafschaft Hessen-Kassel auch die kleine Gemeinde Burg als Teil einer Entschädigung für linksrheinisch verlorenes Gebiet. Damit gehörte die Gemeinde in der Folge zum Kurfürstentum Hessen und nach dem Krieg von 1866 zum Königreich Preußen. Erst 1897 verlor Burg als Gemeinde seine Selbständigkeit, als es nach Gelnhausen eingemeindet wurde.

## Geschichte

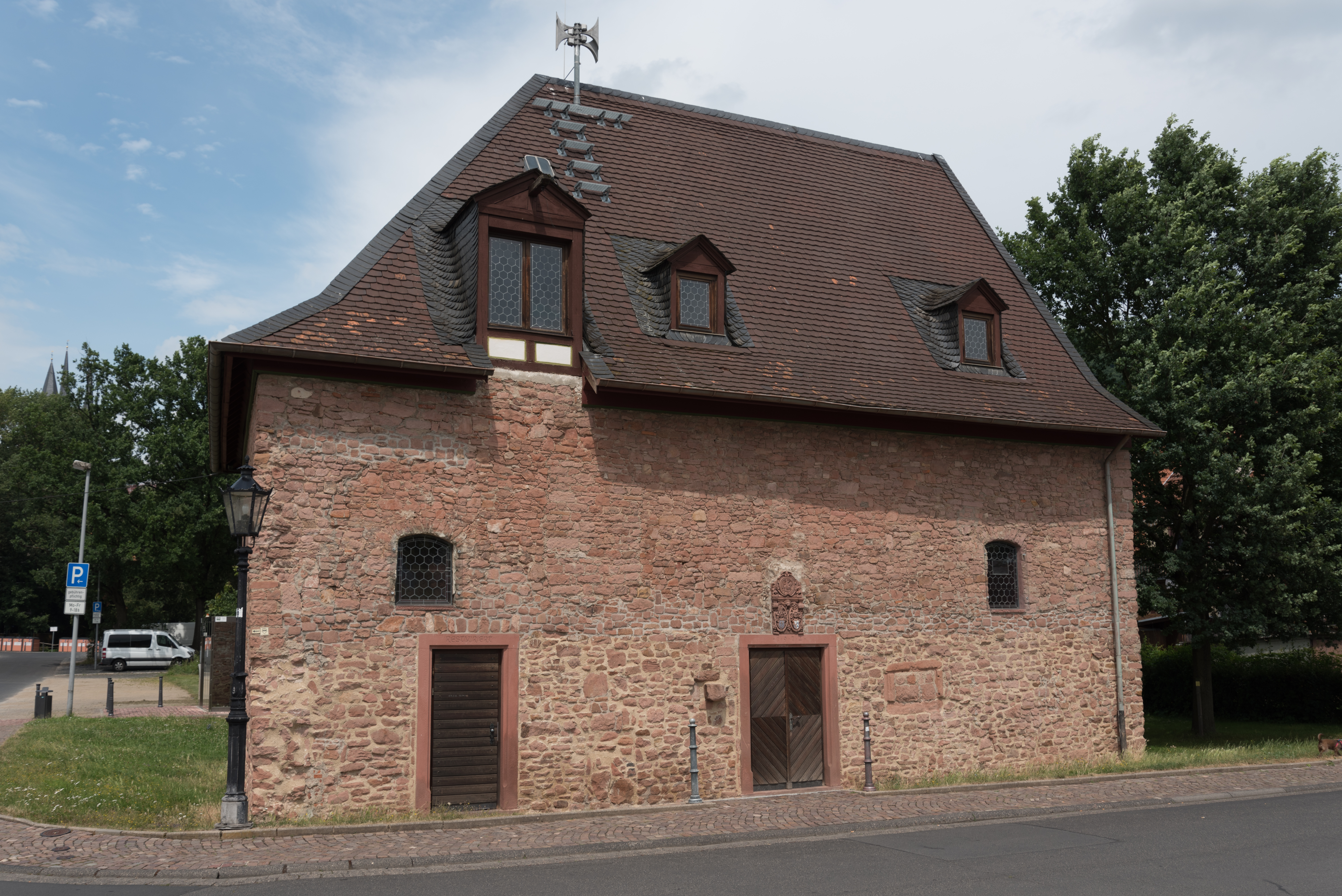
Ehem. Zehntscheune bzw. Burgkaplanei

Mit dem Ende der Stauferzeit verlor die Kaiserpfalz schnell an Bedeutung. Die Einrichtung selbst, die mit ihr verbundenen Ämter und die zugehörige Siedlung Burg aber blieben bestehen.
Die unmittelbare Nähe von Burg und der Stadt Gelnhausen führte zu Konkurrenzsituationen, Streit und oft lang dauernden Auseinandersetzungen. Konfliktfelder waren:
- Wasserbau- und Nutzungsrechte an der Kinzig, insbesondere der Betrieb von Mühlen.[7] Im Bereich von Burg gab es die Burgmühle. Die Konkurrenz auf städtischer Seite waren die Stadtmühle, die Neumühle, die Wasenmühle (oder Wiesenmühle), die Lohmühle und die Papiermühle (ab dem 18. Jahrhundert).[8]
- Die Migrationspolitik: Die Obrigkeit der wirtschaftlich schwachen Gemeinde Burg versuchte, Beisassen als Einwohner zu gewinnen, darunter auch aus sozialen Randgruppen, wie Juden oder religiösen Abweichlern. Aber auch jede andere Gewinnung von Einwohnern für Burg wurde seitens der Stadt Gelnhausen als potentielle Konkurrenz gesehen.[9]

Ein drastischer Einschnitt in der Geschichte der Gemeinde Burg stellte der Dreißigjährige Krieg dar. Beim Angriff der Schweden auf die Burg 1635, die von einer kaiserlichen Besatzung gehalten wurde, kam es zu schweren Zerstörungen in der Gemeinde Burg, auch das Burgarchiv verbrannte. 1655 meldete der Burggraf dem Kaiser die Zahlungsunfähigkeit gegenüber dem Reich.

## Bauten

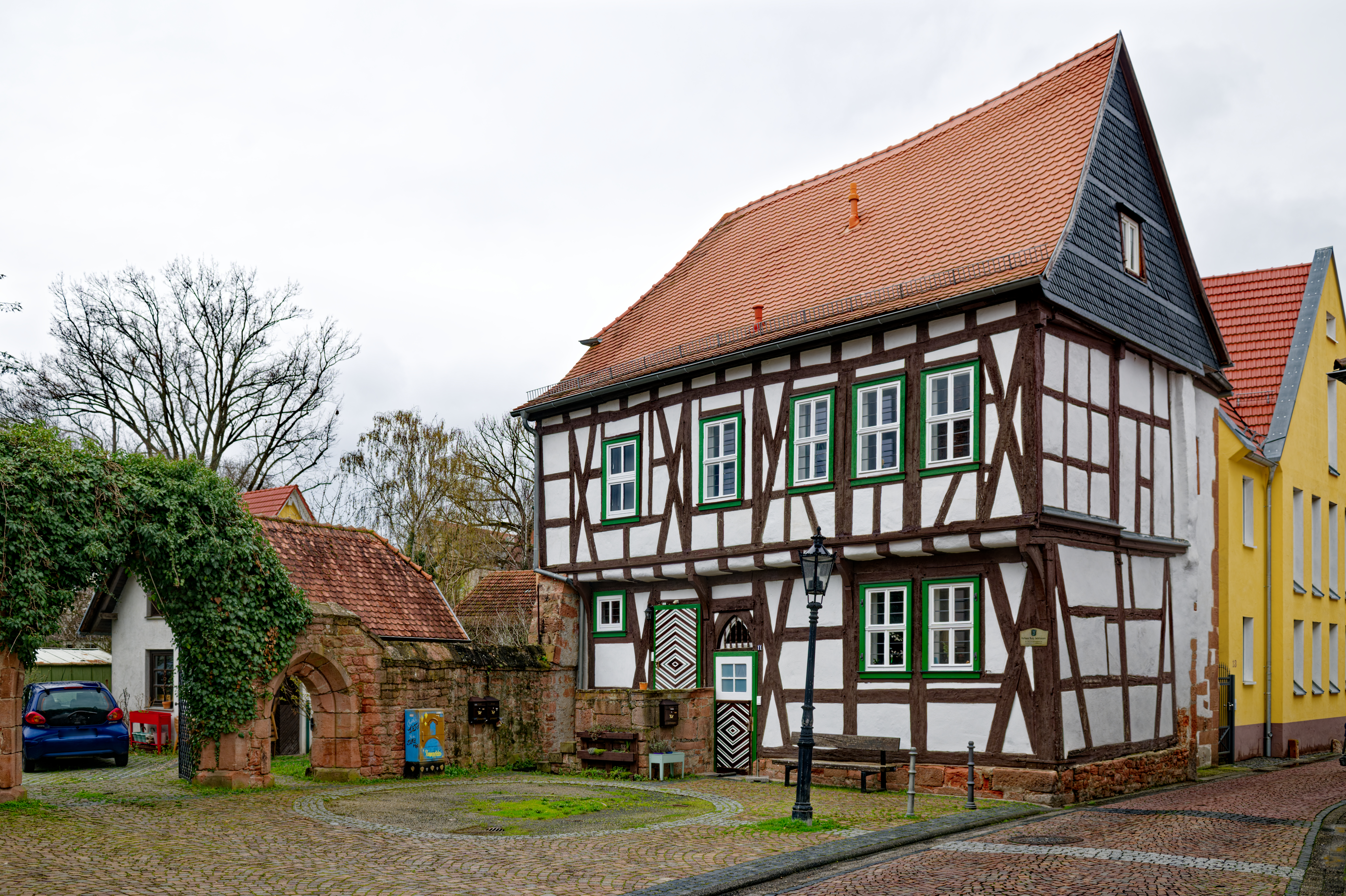
Ehemaliges Rathaus von Burg

Nachdem die Kaiserpfalz von den Herrschern für ihre Aufenthalte in der Gegend kaum mehr aufgesucht wurde, nutzten die Einwohner von Burg die Gebäude für eigene Zwecke. König Wenzel beschwerte sich 1398 wegen dieser übergriffigen Nutzung.
Die Gemeinde Burg unterhielt ein eigenes Rathaus, heute: Burgstraße 11.
Einige Bauten stehen unter Denkmalschutz.